# Castelnau-sur-l'Auvignon
Castelnau-sur-l'Auvignon è un comune francese di 169 abitanti situato nel dipartimento del Gers nella regione dell'Occitania. Forma anche parte della regione storica della Ténarèze, in Guascogna.

## Società

### Evoluzione demografica
Abitanti censiti